# Zozoros
Zozoros is een geslacht van vliesvleugeligen uit de familie Encyrtidae. De wetenschappelijke naam van dit geslacht is voor het eerst geldig gepubliceerd in 1984 door Noyes & Hayat.

## Soorten
Het geslacht Zozoros omvat de volgende soorten:
- Zozoros adamsoniae (Risbec, 1951)
- Zozoros sinemarginis Noyes & Hayat, 1984